# Buzura bistonaria
Buzura bistonaria là một loài bướm đêm trong họ Geometridae.